# Heliconia fredberryana
Heliconia fredberryana är en enhjärtbladig växtart som beskrevs av Walter John Emil Kress. Heliconia fredberryana ingår i släktet Heliconia och familjen Heliconiaceae. Inga underarter finns listade.